# Anomacanthus congolanus
Anomacanthus congolanus är en akantusväxtart som först beskrevs av De Wild. och T. Durand, och fick sitt nu gällande namn av R.K. Brummitt. Anomacanthus congolanus ingår i släktet Anomacanthus och familjen akantusväxter. Inga underarter finns listade i Catalogue of Life.